# Andrea Orcagna

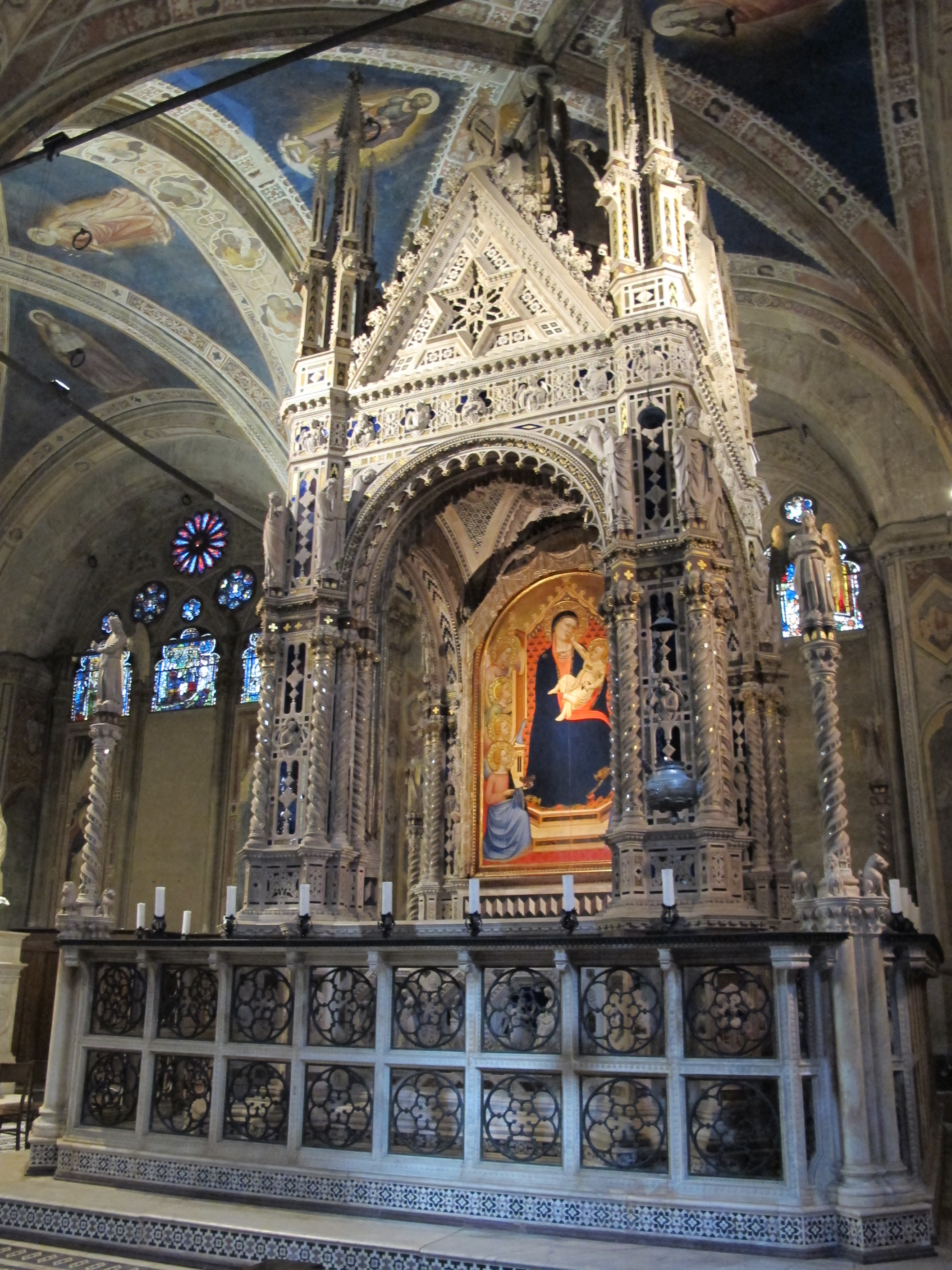
Tabernáculo na Igreja de Orsanmichele em Florença.

Andrea di Cione di Arcangelo (1308 — 1368), mais conhecido como Orcagna, foi um pintor, escultor e arquiteto florentino. Foi aprendiz de Andrea Pisano e Giotto di Bondone. Seus irmãos Jacopo di Cione, Matteo di Cione e Nardo di Cione também foram artistas.
Seus trabalhos mais importantes incluem o altar do Redentor com a Madonna e Santos na Capela Strozzi, na Santa Maria Novella, e o tabernáculo, na Igreja de Orsanmichele (finalizado em 1359), que foi considerado a mais perfeita obra do seu tipo na Itália gótica. Seu afresco O Triunfo da Morte foi inspirado na obra Totentanz (Danse Macabre), de Franz Liszt.
Após sua morte, seu irmão, Jacopo assumiu várias de sua obras.